# Les Guerriers dans l'ombre
Cet article possède un paronyme, voir Les Guerriers de l'ombre.
Les Guerriers dans l'ombre (Against the Wind) est un film britannique réalisé par Charles Crichton, sorti en 1948.

## Synopsis
Pendant la Seconde Guerre mondiale, une équipe de saboteurs de la résistance arrive en Belgique occupée pour détruire un bureau d’archives nazi.

## Fiche technique
- Titre français : Les Guerriers dans l'ombre
- Titre original : Against the Wind
- Réalisation : Charles Crichton
- Scénario : T.E.B. Clarke, Michael Pertwee et J. Elder Wills
- Photographie : Lionel Banes
- Musique : Leslie Bridgewater
- Montage : Alan Osbiston
- Décors : James Elder Wills
- Costumes : Anthony Mendleson
- Production : Michael Balcon
- Pays d'origine :  France
- Production : Ealing Studios
- Pays d'origine :  Royaume-Uni
- Durée : 90 min
- Dates de sortie :
  -  Royaume-Uni : 29 mars 1948
  -  France : 15 août 1951

## Distribution
- Robert Beatty : Père Philip Elliot
- Simone Signoret : Michèle Denis
- Jack Warner : Max Cronk
- Gordon Jackson : Scotty Duncan
- Paul Dupuis : Jacques Picquart
- Gisèle Préville : Julie
- James Robertson Justice : Ackerman
- André Morell : Abbott
- Eugene Deckers : Marcel van Hecke
- John Slater : Emile Meyer
- Peter Illing : Andrew
- Sybille Binder : Florence Malou
- Andrew Blackett : Frankie
- Arthur Lawrence : Capitaine Verreker
- Hélène Hansen : Marie Berlot